# Vasilis Konstantinou
Vasilis Konstantinou (på græsk Βασίλης Κωνσταντίνου, født 19. november 1947) er en tidligere græsk fodboldspiller (målmand).
Konstantinou spillede hele sin karriere i hjemlandet, heraf størstedelen i Athen-storklubben Panathinaikos. Med klubben var han med til at vinde fem græske mesterskaber. Han sluttede sin karriere af med en sæson hos OFI Kreta i Heraklion.
Konstantinou spillede desuden 28 kampe for det græske landshold. Han var en del af den græske trup til EM i 1980 i Italien. Her spillede han to af grækernes tre kampe i turneringen, hvor holdet blev slået ud efter kun at have opnået ét point i gruppespillet.